# Матеріальна когнітивна наука
Матеріальна когнітивна наука (англ. Embodied Cognitive Science) — міждисциплінарна область досліджень, метою яких є пояснення механізмів, що лежать в основі розумної поведінки. Вона включає три основні методики:
- моделювання психологічних і біологічних систем в комплексній основі, яка розглядає розум і тіло як єдине ціле;
- формування основного набору загальних принципів розумної поведінки;
- експериментальне використання роботів в контрольованих умовах.

Матеріальна когнітивна наука ґрунтується на практичній філософії, а також на суміжних областях дослідження когнітивної науки, психології, неврології і штучного інтелекту. З точки зору неврології, матеріальною когнітивістикою займався Джералд Едельман з Інституту Нейронаук в Ла-Хойя, Франсиско Варела з Національного центру наукових досліджень Франції, і Дж. А. Скотт Келсо з Атлантичного університету Флориди. Також ця галузь науки була цікава філософам Енді Кларку, Шону Гелехеру і Евану Томпсону, а також психологам Майклу Тервею, Лоуренсу Барсалоу і Елеонорі Рош. Дослідженнями мови з позицій матеріальної когнітивістики займалися Ерік Леннерберг і Філіп Рубін з Хескінс Лабораториз, а з позицій вивчення штучного інтелекту — Рольф Пфайфер, Крістіан Шайер і Джош С. Бонгард.

## Класична теорія пізнання
Матеріальна когнітивна наука є альтернативною теорією пізнання, в якій звернення до обчислювальної теорії розуму зводяться до мінімуму, тоді як основний акцент ставиться на те, як організм визначає, як і про що думати. Класична когнітивна теорія ґрунтована головним чином на маніпуляції сигналами, які надходять і обробляються в спеціальному блоці обробки інформації. Ці сигнали підкоряються певним правилам синтаксису, завдяки чому процесор може виявити смислове навантаження, обробити повідомлення і створити сигнал у відповідь. Приміром, органи чуття людини є його рецепторами для прийому сигналів, отриманих із зовнішнього середовища. Вони надходять у нервову систему, яка є блоком обробки інформації. Нервова система здатна прочитати сенсорну інформацію і створити сигнал у відповідь, який може виражатися в тілесних рухах, поведінковій реакції, когнітивній діяльності і.т.п. Особливо слід зазначити, що процес пізнання здійснюється в глибині головного мозку, а це означає, що розумове пізнання відрізане від зовнішнього світу і можливе лише при отриманні чуттєвої інформації.

## Матеріальна когнітивна наука
Матеріальна когнітивна наука відрізняється від класичного підходу тим, що вона заперечує систему надходження-відправлення сигналу. Здебільшого ця позиція ґрунтується на роботах Девіда Марра. Його позиція полягає в тому, що смислове навантаження не може бути виведене з сигналів без якої-небудь внутрішньої інтерпретації. Якщо якась «маленька людинка», що живе в голові, займається інтерпретацією сигналів, що надходять, то як відбувається тлумачення сигналів в мозку цієї маленької людини? Цей факт робить класичну модель набагато менш правдоподібною. Таким чином, матеріальна когнітивістика прагне уникнути цієї проблеми шляхом визначення пізнання трьома способами.

### Фізичні атрибути тіла
Перший спосіб розглядає роль фізичного тіла, зокрема, те, як його властивості впливають на здатність мислити. Ґрунтуючись на цьому методі, можна здолати компонент маніпуляції символами, що є особливістю класичної моделі. Глибинне сприйняття, наприклад, може бути краще пояснене у рамках матеріального підходу через складність дії. При глибинному сприйнятті необхідно, щоб мозок виявив два розрізнені зображення, знятих з сітківки обох очей. Крім того, рухи тіла і голови ускладнюють цей процес. Коли голова крутиться в заданому напрямі, здається, що об'єкти на передньому плані рухаються на тлі об'єктів на задньому плані. Таким чином, вважається, що певна візуальна обробка відбувається без необхідності будь-якого виду маніпуляції символами, оскільки об'єкти переднього плану тільки здаються такими, що рухаються. Виходячи з цього слідує висновок, що глибинне сприйняття може здійснюватися без проміжної маніпуляції певними символами.
Яскравішим прикладом є вивчення слухового сприйняття. По суті, чим більше відстань між вухами, тим гострішим має бути слух. Також важлива щільність між органами слуху, оскільки частота хвилі міняється залежно від середовища, через яке вона проходить. При обробці інформації слухова система мозку бере до уваги ці чинники, але знову ж таки, не потребує інтерпретації символів, оскільки відстань між вухами сама по собі створює необхідну можливість для більшої гостроти слуху, так само як і щільність. Таким чином, при розгляді фізичних властивостей тіла, символічна система є непотрібною і даремною метафорою.

### Роль тіла у процесі пізнання
Другий спосіб значною мірою спирається на роботи Джорджа Лакоффа і Марка Джонсона. Вони стверджували, що люди використовують метафори, щоб краще пояснити їх зовнішній світ. Люди також мають основний набір понять, з яких можуть бути сформовані нові поняття. Ці основні поняття включають просторові орієнтації, такі як вгору, вниз, вперед і назад. Люди можуть легко зрозуміти сенс цих слів, оскільки вони можуть безпосередньо випробувати їх за допомогою власних тіл. Приміром, оскільки основні рухи людини полягають в тому, щоб стояти прямо, або переміщати тіло в напрямі вгору-вниз, ці поняття люди усвідомлюють на підсвідомому рівні. Те ж саме можна сказати про поняття вперед і назад. Як згадувалося раніше, цей основний набір просторових уявлень є основою, на якій будуються інші поняття. У англійській мові, наприклад, радісний або сумний настрій висловлюється up (вгору) і down (вниз) відповідно. Істинне розуміння цих понять залежить від наявних у індивіда знань про будову людського тіла. Таким чином, Лакофф і Джонсон вважають, що у разі відсутності тіла, вони не могли б знати, що може означати вгору або вниз, і як ці поняття можуть бути пов'язані з емоційними станами.
Якщо уявити собі сферичну істоту, що мешкає за межами будь-якого гравітаційного поля, без якого-небудь досвіду, знання або уяви, навряд чи вона зможе зрозуміти значення поняття «вгору». Тоді як це не означає, що такі істоти не зможуть виразити свої емоції іншими словами, вони виражатимуть їх не так, як це роблять люди. Поняття радості (feeling up) і печалі (feeling down) для людини відрізнятимуться, тому що людина має інше фізичне втілення. Звідси витікає, що фізичне тіло безпосередньо впливає на те, як індивід мислить, оскільки він використовує метафори, що пов'язані з його тілом, як основні поняття..

### Взаємодія з довкіллям
Третій спосіб спирається на дослідження того, як індивіди використовують їх безпосереднє оточення в процесі когнітивної обробки. Він ґрунтується на теорії функціоналізму і стверджує, що придбання різними станами свідомості унікальних властивостей відбувається залежно від їх ролі у більшій системі. Для яскравішої ілюстрації цієї позиції використовується приклад з кишеньковим персональним комп'ютером (КПК). Інформація на КПК аналогічна інформації, що зберігається в головному мозку. Таким чином, якщо припустити, що інформація в мозку визначає різні психічні стани, то і інформація в КПК робить те ж саме. Розглянемо також роль ручки і паперу в процесі множення чисел. Ручка і папір настільки залучені в пізнавальний процес рішення задачі, що твердження про те, що вони так чи інакше відрізняються від самого процесу, здається безглуздим. Інший приклад досліджує те, як люди управляють своїм оточенням так, щоб легше виконати когнітивні завдання: наприклад, залишаючи ключі від машини в знайомому місці, щоб вони не загубилися, або використовуючи які-небудь орієнтири для навігації в незнайомому місті. Таким чином, люди використовують елементи середовища, що оточує їх, з метою допомогти їм у виконанні когнітивних функцій.

## Приклади значущості матеріального підходу
Значення матеріального підходу в контексті когнітивної науки, мабуть, краще всього пояснює Енді Кларк. Він стверджує, що мозок сам по собі не має бути єдиним фокусом для наукового вивчення пізнання. Для доказу необхідності використання матеріального підходу до наукового вивчення пізнання, він наводить декілька яскравих прикладів.

### Блакитний тунець
Поведінка звичайного тунця довго залишалося загадкою для біологів, завдяки його неймовірним здібностям швидко прискорюватися і досягати великих швидкостей. Біологічна експертиза тунця показує, що він просто не здатний на такі подвиги. Проте, відповідь може бути знайдена при врахуванні фізичного втілення тунця. Блакитний тунець використовує середовище, що оточує його, зокрема, природні потоки для збільшення швидкості. З цією метою він також використовує своє фізичне тіло: хвостовий плавник допомагає йому створити необхідний рух і тиск, що допомагає йому набирати і підтримувати високі швидкості. Таким чином, блакитний тунець активно використовує довкілля для своїх цілей через атрибути свого фізичного тіла.

### Роботи
Кларк використовує приклад стрибків робота, побудованого Рейбертом і Ходжинсом, щоб продемонструвати подальше значення матеріальної парадигми. По суті, цей робот був вертикальними циліндрами з однією ногою для стрибків. Управління поведінкою робота могло бути дуже непростим, оскільки, окрім тонкощів самої програми, треба було враховувати і механічні питання, що стосуються того, як саме сконструювати ногу, для того, щоб він міг вчинити стрибок. Згідно з матеріальним підходом, для цього робот повинен мати можливість використати своє фізичне втілення повною мірою. Тобто, систему робота слід розглядати як таку, що має динамічні характеристики, а не як командний центр, який просто виконує дії.

## Критика
Учені, що дотримуються класичних суджень, можуть заперечити, що те, що фізичні об'єкти можуть бути використані як допомога при пізнавальному процесі, зовсім не означає, що вони є частиною когнітивної системи. Наприклад, окуляри використовуються для допомоги зору, проте судження про те, що вони є частиною більшої системи, означає кардинальний перегляд поняття система зору. Прибічники матеріального підходу, у свою чергу, можуть відповісти, що в тих випадках, коли об'єкти довкілля грають функціональну роль у процесі формування психічних станів, самі предмети не слід розглядати як безпосередньо психічні стани.

## Ресурси Інтернету
- AI lectures from Tokyo hosted by Rolf Pfeiffer
- synthetic neural modelling in DARWIN IV [Архівовано 1 жовтня 2007 у Wayback Machine.]
- Society for the Simulation of Adaptive Behavior